# Q4

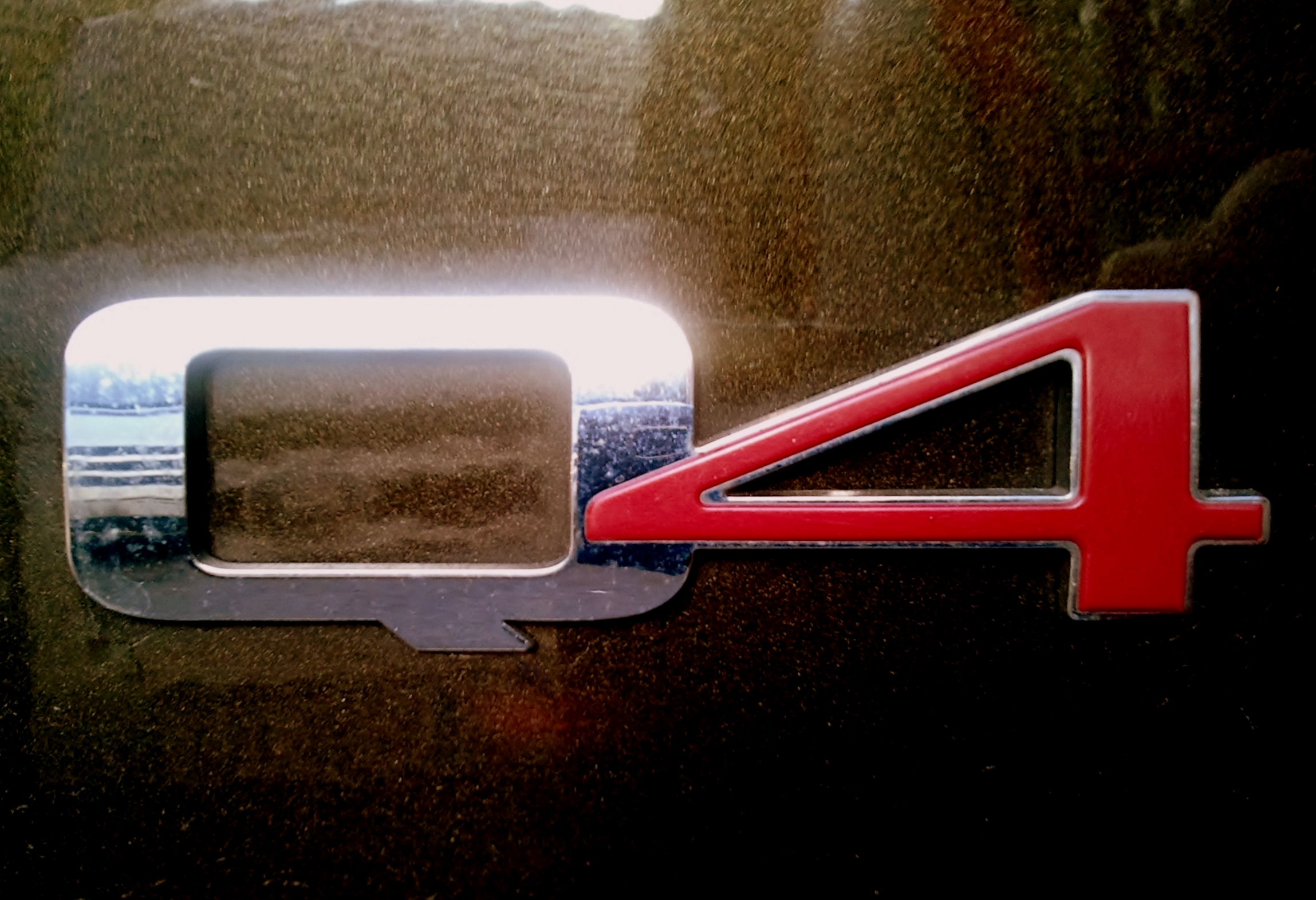
Distintivo mostrado en los automóviles dotados de sistema Q4.

Q4 es el denominación comercial de los automóviles Alfa Romeo dotados de sistema de tracción total a las cuatro ruedas. El primer automóvil comercializado por Alfa Romeo con esta solución técnica fue el Alfa Romeo 33 en 1983 con denominación 4x4. Desde comienzos de la década de los noventa, cuando se pasó a utilizar nuevos sistemas de tracción total más evolucionados, el Alfa 33 adoptó la denominación Permanent4. Finalmente sería renombrado definitivamente Q4, denominación que adoptaría desde entonces toda la gama de Alfa Romeo con tracción total.

## Descripción
El sistema de tracción a las cuatro ruedas Q4 (Viscomatic) fue desarrollado conjuntamente con la empresa austríaca Steyr-Puch. El sistema era muy avanzado a su tiempo comparándolo con otros sistemas 4X4 contemporáneos. El sistema consistía de una unidad de acoplamiento viscoso, un diferencial central epicíclico y un Torsen en la trasera. Todo el sistema estaba conectado al ABS y a las unidades Motronic. La potencia entregada por el tren trasero puede variar constantemente de 0 al 100%, así que el coche puede ser completamente tracción delantera o trasera, según las condiciones que se le requieran. El par está distribuido entre ambos ejes y varía dependiendo de varios factores , como el radio de giro, rpms del motor, posición del acelerador y los parámetros del ABS.

## Q4 y otros sistemas

### Electronic Q2
En ciertos automóviles con tracción total Q4 el sistema Electronic Q2 también se puede encontrar presente, pero a diferencia de aquellos con tracción delantera, en estos controla el eje trasero.

### Q-tronic
Adicionalmente a las cajas manuales en ciertos automóviles es posible ver asociado al sistema Q4 la caja automática y secuencial Q-tronic.

## Automóviles
- 1983 - Alfa Romeo 33 4x4

- 1983 - Alfa Romeo 33 Giardinetta 4x4

- 1990 - Alfa Romeo 155 Q4

- 1991 - Alfa Romeo 33 Permanent4 (hasta 1993, después denominado Q4)

- 1991 - Alfa Romeo 33 Sportwagon Permanent4 (hasta 1993, después denominado Q4)

- 1993 - Alfa Romeo 164 Q4

- 2004 - Alfa Romeo 156 Sportwagon Q4

- 2004 - Alfa Romeo 156 Crosswagon Q4

- 2005 - Alfa Romeo 159 Q4 (en combinación con Electronic Q2 en el eje trasero)

- 2005 - Alfa Romeo Brera Q4 (en combinación con Electronic Q2 en el eje trasero)

- 2006 - Alfa Romeo 159 Sportwagon Q4 (en combinación con Electronic Q2 en el eje trasero)

- 2006 - Alfa Romeo Spider Q4 (en combinación con Electronic Q2 en el eje trasero)

- 2013 - Maserati Quattroporte (2013)

- 2013 - Maserati Ghibli (2013)

## Denominación
El origen de Q4 hay que buscarlo en la unión de la inicial de Quadrifoglio, las versiones más prestacionales Alfa Romeo, con el número cuatro como referencia al número de ruedas que traccionan el automóvil.